# Vỏ bọc Schweigger-Seidel
Vỏ bọc Schweigger-Seidel hay vỏ bọc hình thoi là một ống thực bào là một phần của vỏ bọc tiểu động mạch của lách. Vỏ bọc này được tạo nên bởi các tế bào võng và đại thực bào đứng quây xung quanh Mao mạch có vỏ bọc hình thoi. Chi tiết giải phẫu này được đặt theo tên của nhà sinh lý học người Đức Franz Schweigger-Seidel (1834-1871).